# Alles dreht sich um Michael
Alles dreht sich um Michael ist eine achtteilige deutsche Jugendserie aus dem Jahr 1968.

## Handlung
Die Serie erzählt die Geschichte des Teenagers Michael Meiner, der vorübergehend bei dem Schleusenwärter Wuttig lebt, weil sein Vater als Brückenbauer beruflich ins Ausland muss.
Wuttig lebt in einem kleinen Haus am Ufer eines Sees zusammen mit seiner Frau und seiner Tochter Brigitte. Michael und Brigitte freunden sich schnell an und erleben zusammen viele kleine Abenteuer. Mit von der Partie sind Michaels Freunde Berni, Pitt Brigittes Freundin Ilonka und Hannes der Schleusengehilfe.

## Episoden
1. Die Ankunft Sendedatum: 3. November 1968
Die Eltern von Michael müssen für sechs Monate nach Finnland. Der Vater von Michael baut dort eine Brücke. Während dieser Zeit soll Michael bei Familie Wuttig leben. Herr Wuttig ist Schleusenwärter. Frau Wuttig und Tochter Brigitte richten das Zimmer von Michael ein und hoffen, dass es ihm gefällt. Am nächsten Tag lernt Michael den Betrieb in der Schleuse kennen.
2. Die Freunde Sendedatum: 10. November 1968
Brigitte und Ilonka fahren mit ihrem Schlauchboot am Ufer entlang. Hierbei verfangen sich die Angelschnüre von zwei Jungen im Boot. Erzürnt lassen die beiden etwas Luft aus dem Boot. Wieder zuhause erzählt Brigitte die Geschichte. Michael will sich die beiden mal vorknöpfen.
Michael findet die beiden am Ufer und fängt ein Handgemenge an. Gegen beide hat er jedoch keine Chance und wird am Boden liegend gefesselt.
Der Kastellan sieht die 3 und nimmt Ihnen die Angeln ab. Pitt und Bernie lassen Michal frei und fliehen zusammen.
Zuhause erzählt Michael fälschlicherweise, wie er die beiden besiegt hat. Brigitte erzählt stolz in der Schule, dass sich Michael für sie geschlagen hat.
Am nächsten Tag gehen Michael und die beiden Jungen in das Kastell, um sich die Angeln wieder zu holen.
Die Angeln befinden sich in einem Raum mit verschlossener Tür.  Die beiden Jungen heben Michael an, so dass er durch das geöffnete Fenster der Tür die Angeln holen kann.
Der Kastellan kommt, die beiden Jungen fliehen und Michael wird vom Kastellan im Turm festgesetzt.
Brigitte erfährt von Michaels Missgeschick und überlegt, wie sie ihn befreien kann.
Sie geht zum Kastellan und schenkt ihm Tabak für seine Pfeife.
Der Kastellan lässt Michael frei.  Von ihm erfährt Brigitte jedoch, dass Michael gefesselt am Boden lag, als er dem Jungen die Angeln abgenommen hat.
Brigitte ist stocksauer.  Als ihr Vater davon erfährt, fragt er sie, ob sie nicht auch mit der vermeintlichen Tat von Michael angegeben hat.
Michael und Brigitte vertragen sich wieder.
3. Die Brieftasche Sendedatum: 17. November 1968
Ein Schiffer lässt seinen Hund pausenlos einen Stock apportieren. Michael und seine Freunde möchten den Schiffer zur Rede stellen. Das Schiff hat jedoch schon abgelegt. Die Freunde finden eine Brieftasche mit viel Geld. Sollte diese dem Schiffer gehören?
4. Robinson Sendedatum: 24. November 1968
Angeregt durch die Erzählungen des Comandante möchten Michael, Berni und Pitt auch ein Abenteuer erleben. Sie beschließen, auf einer Insel einige Tage wie Robinson zu leben. Der Comandante bringt sie mit seinem Boot zu der Insel, die sich gegenüber seinem Hausboot befindet. Nach kurzer Zeit bemerken die drei Freunde, dass die Nahrungsbeschaffung auf der kleinen Insel doch sehr schwierig ist. Sie überlegen, wie sie ohne Gesichtsverlust die Insel wieder verlassen können.
5. Die Kraftprobe Sendedatum: 1. Dezember 1968
Michael, Berni und Pitt beobachten ihre Lehrer abends beim Kegeln. Es reift der Plan, ihnen einen Streich zu spielen. Das Auto eines Lehrers wird bunt angemalt. Es beginnt ein tagelanger Kleinkrieg zwischen dem Lehrer und den Schülern.
6. Das Geheimnis Sendedatum: 8. Dezember 1968
Michael, Berni und Pitt spielen mit einem ferngesteuerten Flugzeug. Als Michael die Fernsteuerung übernimmt, stürzt das Flugzeug ab. Die drei Freunde laufen zu der vermutlichen Absturzstelle, finden das Flugzeug aber nicht. Am nächsten Tag sehen sie das Flugzeug in der Nähe einer Brücke. Irgendjemand muss es dort hingelegt haben.
7. Ritterspiele Sendedatum: 15. Dezember 1968
Wie jedes Jahr finden in der Zitadelle die Ritterspiele statt. Robert, der Neffe des Kastellans, wird ebenfalls erwartet. Brigitte, die Tochter des Schleusenwärters, mag Robert sehr. Es kommt zu einem Streit zwischen Michael und Robert.
8. Der Abschied Sendedatum: 22. Dezember 1968
Michael möchte unbedingt einmal auf einem Frachter mitfahren. Ein Schiffer, Bruder von Herrn Wuttig, lädt Michael zu einer Fahrt ein. Zusammen mit Brigitte fährt Michael per Fahrrad zur Anlegestelle. Allerdings hat Brigitte eine Fahrradpanne. Ein Lkw nimmt sie nimmt. Als die beiden ankommen, ist das Schiff schon weg. Durch Zufall treffen sie den Schiffer an einer Telefonzelle. Brigitte und Michael gehen an Bord. Auf dem Schiff möchte Michael eine aufregende Reportage schreiben. Zunächst passiert überhaupt nichts, doch dann überschlagen sich die Ereignisse.

## Drehort
Gedreht wurde hauptsächlich an der Schleuse Spandau in Berlin.

## Sonstiges
Der Hauptdarsteller Michael Nowka war in der letzten Folge von Till, der Junge von nebenan zu sehen.
Es wurden nur acht Folgen anstelle der sonst üblichen 13 Folgen gedreht.